# Acrobacia
Acrobacia (do grego antigo: ἀκροβατέω, akrobateo) é a realização de feitos humanos de equilíbrio, agilidade e coordenação motora. Habilidades acrobáticas são usadas em artes cênicas, eventos esportivos e artes marciais. O uso extensivo de habilidades acrobáticas é mais frequentemente realizado em acro de dança, circo e ginástica e, em menor grau, em outras atividades atléticas incluindo ballet, slackline e mergulho.

## História

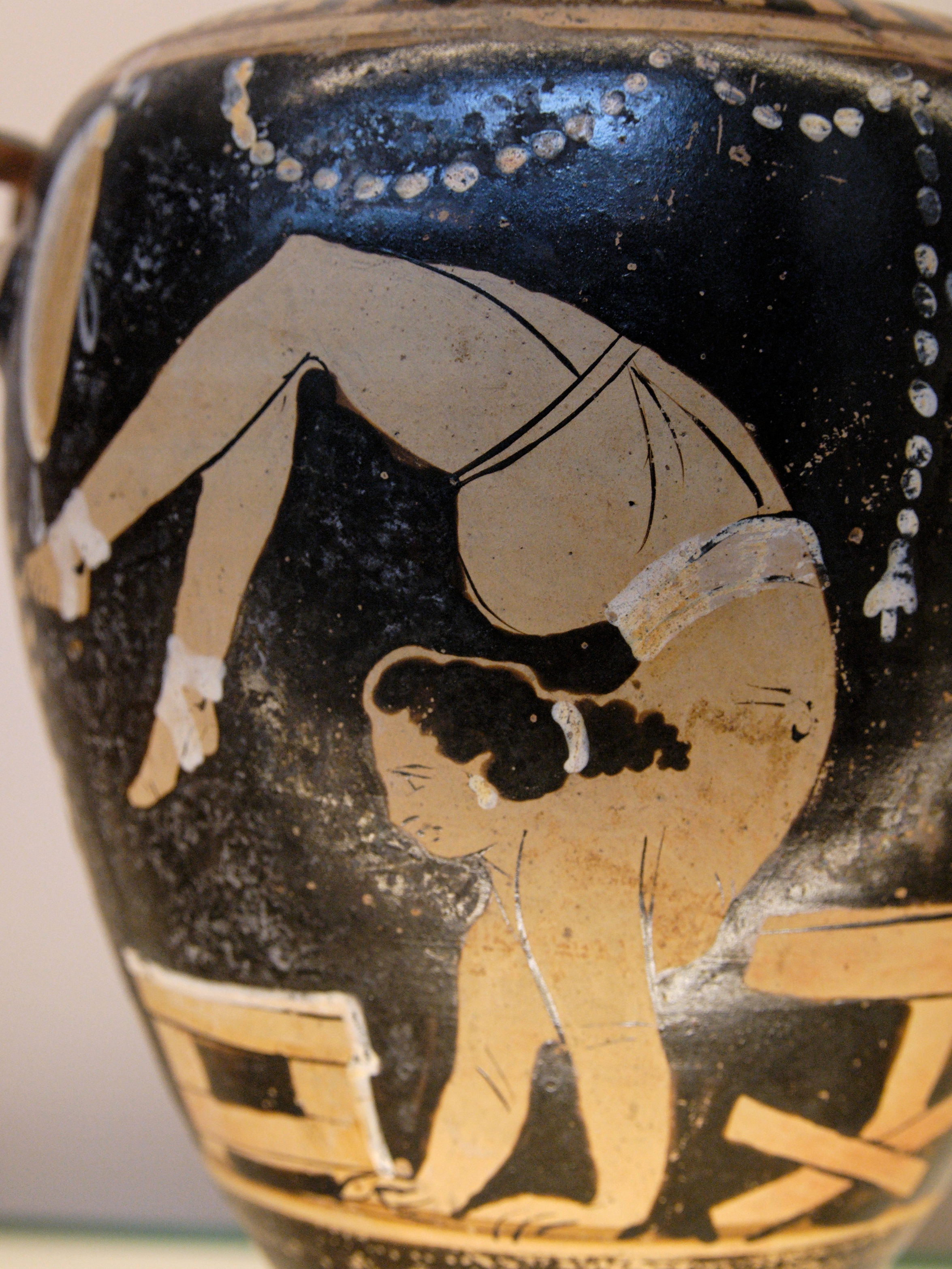
Uma acrobata feminina retratada em uma hidria da Grécia Antiga, c. 340–330 a.C.

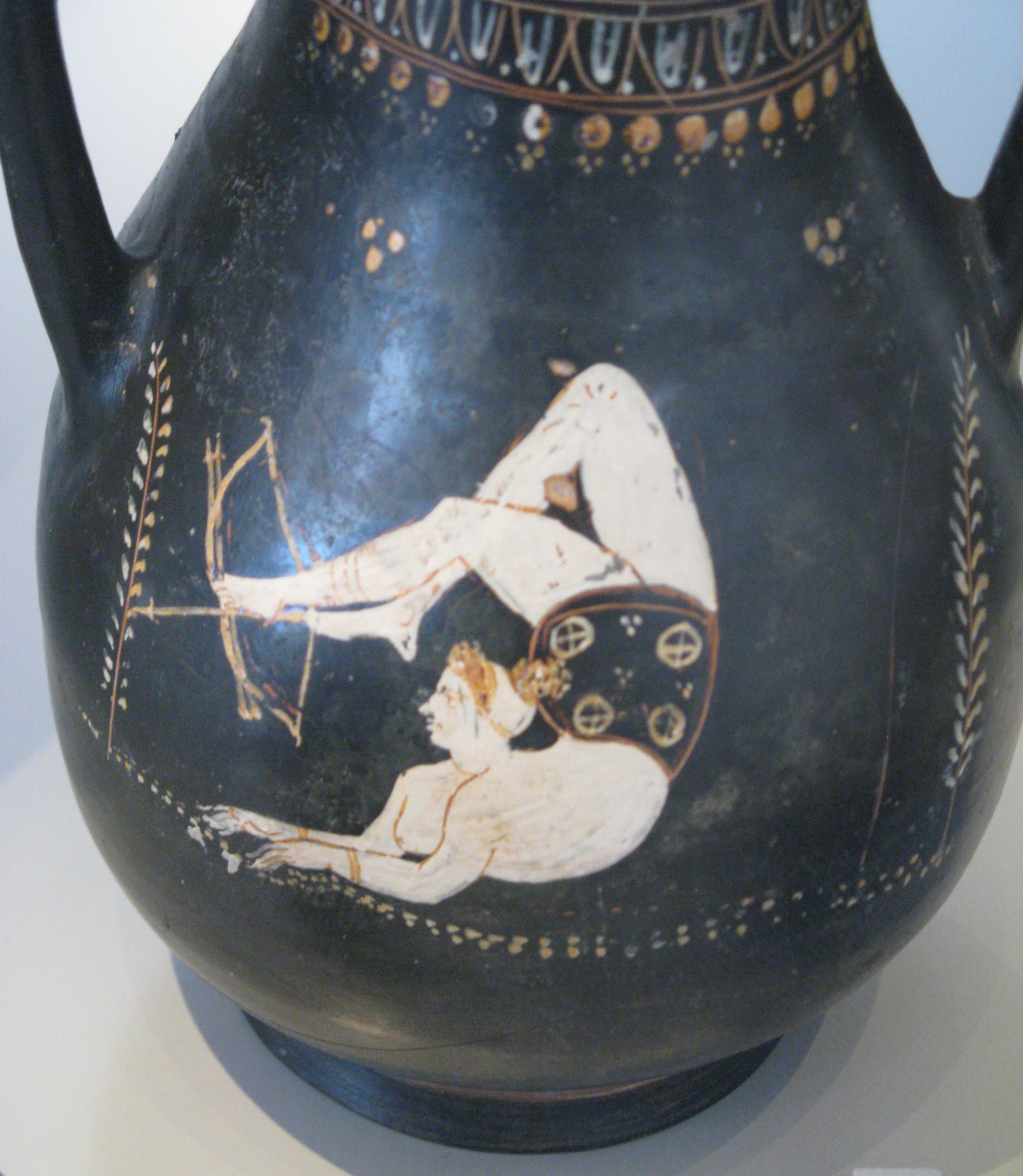
Acrobata feminina atirando uma flecha com um arco nos pés; Gnathia estilo pelikai cerâmica; Século IV a.C.

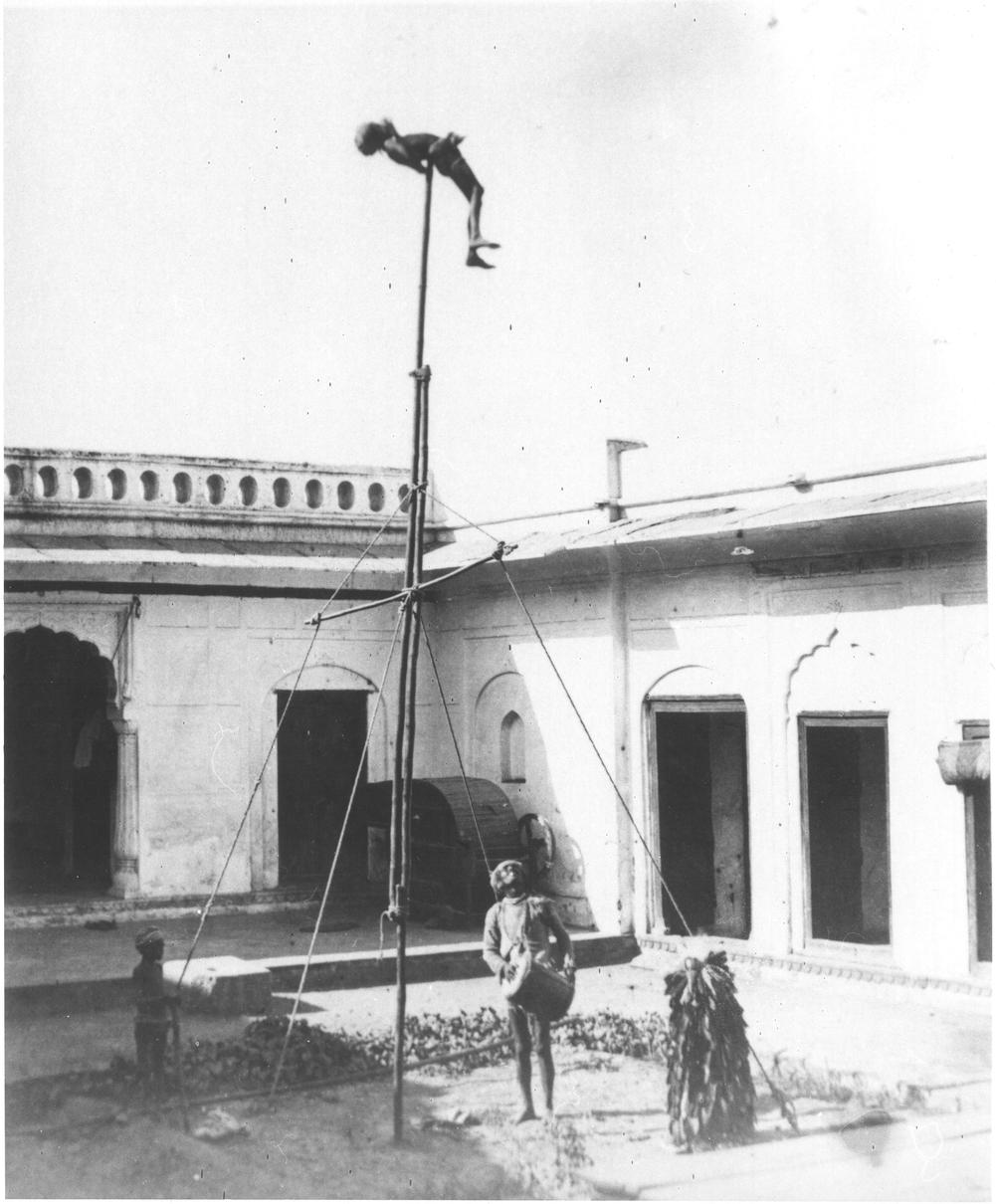
Desempenho acrobático na Índia por volta de 1863

As tradições acrobáticas são encontradas em muitas culturas, e há evidências de que as primeiras dessas tradições ocorreram há milhares de anos. Por exemplo, arte minoica de c. 2000 a.C. contém representações de feitos acrobáticos nas costas de touros. Os gregos antigos praticavam acrobacias.
Na China, a acrobacia faz parte da cultura desde a Dinastia Tang (203 a.C.). As acrobacias faziam parte dos festivais de colheita da aldeia. Durante a Dinastia Tang, as acrobacias viram o mesmo tipo de desenvolvimento que as acrobáticas europeias viram durante a Idade Média, com exibições em tribunais durante o século VII ao 10 dominando a prática. A acrobacia continua a ser uma parte importante da arte moderna chinesa.
No século XIX, uma forma de arte performática incluindo atos de circo começou a usar o termo também. No final do século XIX, o tombamento e outras atividades acrobáticas e ginásticas tornaram-se esportes competitivos na Europa.
A acrobacia muitas vezes serviu de assunto para belas-artes. Exemplos disso são pinturas como Acrobatas no Cirque Fernando (Francisca e Angelina Wartenberg) do impressionista Pierre-Auguste Renoir, que retrata duas irmãs acrobáticas alemãs, o Acrobata de Pablo Picasso de 1905 e o Jovem Arlequim, e Acrobatas em um subúrbio de Paris por Viktor Vasnetsov.

## Galeria de artistas aéreos
- Ato de trapézio de duplas fixas
- Ato de aro aéreo
- Sedas aéreas

### Contorção
Contorção (às vezes contorcionismo) é uma arte performática em que performers chamados contorcionistas mostram suas habilidades de extrema flexibilidade física.
- Contorcionista se apresentando com o Cirque du Soleil

### Percurso de corda e arame
Andar na corda bamba, também chamado de funambulismo, é a habilidade de andar ao longo de um fio fino ou corda. Sua primeira apresentação foi rastreada até a Grécia Antiga. É comumente associado ao circo. Outras habilidades semelhantes à caminhada na corda bamba incluem andar na corda bamba e praticar slacklining.
- Jultagi
- Caminhada na corda bamba coreana, Jultagi

### Tumbling
O Tumbling é uma habilidade acrobática que envolve giros, giros, cambalhotas e outras atividades rotacionais usando todo o corpo. Sua origem pode ser rastreada até a China antiga, a Grécia antiga e o Egito antigo. O Tumbling continuou na época medieval e depois nos circos e no teatro antes de se tornar um esporte competitivo.